# Egon Geerkens

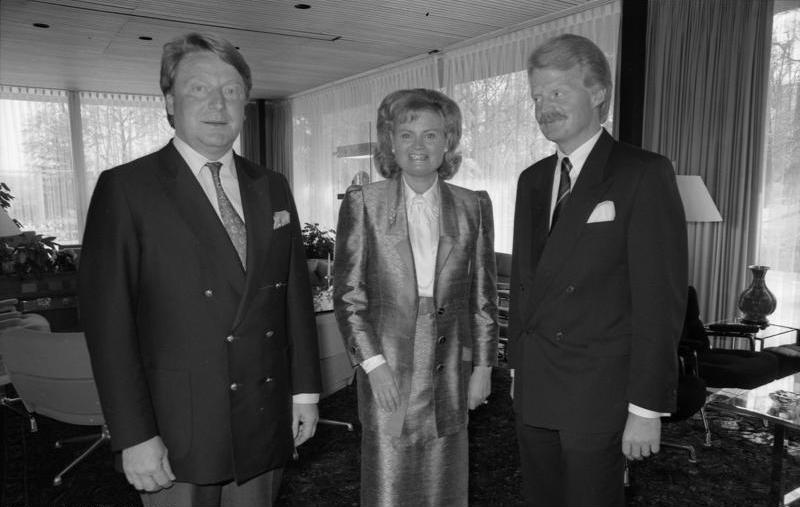
Egon Geerkens (links) 1988 bei einer Spendenübergabe zugunsten des Kuratorium ZNS im Bonner Kanzlerbungalow

Egon „Bubi“ Geerkens (* 16. August 1944 in Osnabrück) ist ein deutscher Unternehmer.

## Werdegang
Sein erstes Vermögen erwirtschaftete der gelernte Elektriker Geerkens mit der Reparatur teurer Unfallwagen. In der Folgezeit handelte er mit Antiquitäten und übernahm 1972 in Osnabrück das Juweliergeschäft Emil Gudemann, welches er zu einem wirtschaftlich erfolgreichen Unternehmen ausbaute. Mitte der 1980er Jahre entwickelte er gemeinsam mit einem Partner die Osnabrücker Theaterpassage, die später an die Iduna-Versicherungen verkauft wurde. Im Jahr 1996 trat er als Privatinvestor für den Bau der Luisenresidenz in Berlin-Mitte auf, die zu 30 % über den „Zweiten Förderweg“ des Sozialen Wohnungsbaus finanziert wurde. 2010 erklärte er, angeblich seit 1978 in Bezug auf Niedersachsen keine öffentlichen Gelder mehr erhalten zu haben. 2011 betonte er, nicht gewerblich mit Immobilien gehandelt, sondern diese nur zur privaten Vermögensanlage gekauft und entwickelt zu haben. Sein Osnabrücker Juweliergeschäft gab Geerkens 2007 auf; es wurde aus dem Handelsregister gelöscht.
Nach seinem Umzug in die Schweiz 2003 nahm er im Oktober 2008 als „Familienunternehmer“ an einer Delegationsreise mit dem niedersächsischen Ministerpräsidenten Christian Wulff nach Indien und China teil, sowie laut der Zeitschrift stern im März 2009 nach Japan und sechs Monate später in die USA. Dies wurde unter anderem vom SPD-Abgeordneten Wolfgang Jüttner kritisiert, der bei Geerkens Teilnahmen keinerlei Nutzen für die niedersächsische Wirtschaft erkennen konnte. Geerkens gab 2011 an, zu diesem Zeitpunkt „längst kein Unternehmer mehr gewesen zu sein“ und die Reisen komplett selbst bezahlt zu haben.

## Kreditaffäre Christian Wulff
Einer breiteren Öffentlichkeit wurden Geerkens und seine Ehefrau im Dezember 2011 im Rahmen der Kreditaffäre um den damaligen deutschen Bundespräsidenten Christian Wulff bekannt. Wulff erhielt am 25. Oktober 2008, 14 Tage nach der Rückkehr von der Delegationsreise nach Indien und China, vom Konto von Edith Geerkens einen Privatkredit über eine halbe Million Euro zu einem jährlichen Zinssatz von 4 %, den er zur Finanzierung seines Hauses in Großburgwedel nutzte. Egon Geerkens hatte ihn bei der Wahl der Immobilie unterstützt. Geerkens erklärte später dem Spiegel, er habe die Konditionen des Kredits mit Wulff ausgehandelt. Zudem soll er für Wulff einen Kontakt zu seiner Hausbank Baden-Württembergische Bank (BW Bank) hergestellt haben, mit deren Darlehen Wulff den Privatkredit ablöste. Wulff bezeichnete Geerkens als „fast väterlichen Freund“, der auch schon Freund seiner Eltern gewesen sei. Geerkens war Trauzeuge bei den beiden Hochzeiten Wulffs 1988 und 2008.

## Privates
Geerkens ist seit Mitte der 1990er Jahre verheiratet mit Edith (* ca. 1962), einer ehemaligen Angestellten seines Schmuckhandelsgeschäftes. Das Paar hat zwei Kinder. 2003 siedelte er in die Schweiz über, nachdem er zwischenzeitlich in Marbella gewohnt hatte. Als Grund für die Übersiedelung gab er eine Krebserkrankung an. Egon Geerkens lebt in Luzern am Ufer des Vierwaldstättersees und verfügt über einen Wohnsitz in Coral Springs (Florida). In der Presse wird Geerkens als medienscheu beschrieben.